# Taygetis sylvia
Taygetis sylvia är en fjärilsart som beskrevs av Bates 1866. Taygetis sylvia ingår i släktet Taygetis och familjen praktfjärilar. Inga underarter finns listade i Catalogue of Life.